# 拉比 (厄尔省)
拉比（法語：L'Habit，法語發音：[labi]）是法国厄尔省的一个市镇，位于该省东南部，属于埃夫勒区。

## 地理
拉比（48°52'26"N, 1°21'45"E）面积5.08 平方千米，位于法国诺曼底大区厄尔省，该省份为法国北部内陆省份，北起滨海塞纳省，西接奧恩省和卡爾瓦多斯省，南至厄尔-卢瓦省，东临瓦兹省、瓦兹河谷省和伊夫林省。
与拉比接壤的市镇（或旧市镇、城区）包括：布瓦勒鲁瓦、尚皮尼-拉菲特莱、克罗特、穆埃特。

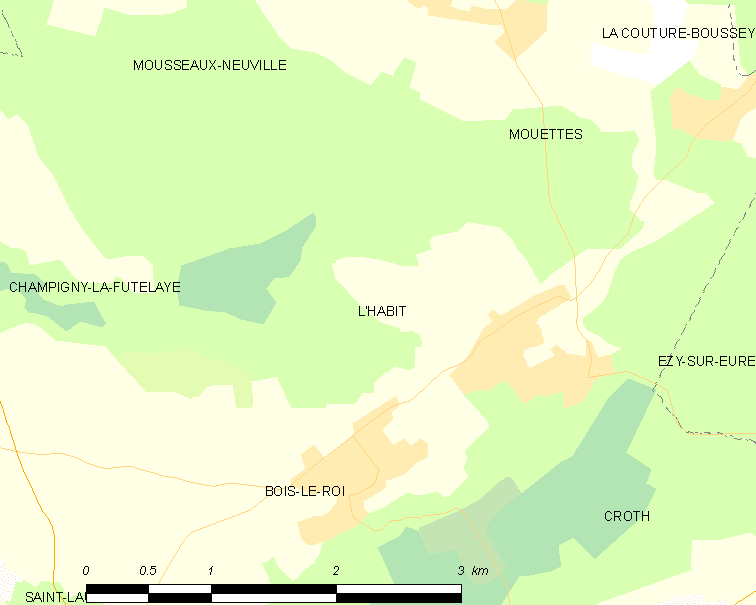
的OSM定位图

拉比的时区为UTC+01:00、UTC+02:00（夏令时）。

## 行政
拉比的邮政编码为27220，INSEE市镇编码为27309。

## 政治
拉比所属的省级选区为圣安德烈德勒尔县。

## 人口

1962-2008年间人口变化图示

拉比于2022年1月1日时的人口数量为486人。